# Mélot du Dy
Pour les articles homonymes, voir Mélot.
Mélot du Dy, pseudonyme de Robert Mélot, est un poète et prosateur belge d'expression française né à Bruxelles le 27 octobre 1891 et mort à Rixensart le 3 juin 1956.

## Éléments biographiques
Robert Mélot naît à Bruxelles le 27 octobre 1891. Son père dirige une imprimerie.
Mélot épouse Blanche Dudicourt, une actrice française ; le couple a trois filles.
Avec Franz Hellens, Odilon-Jean Périer et Paul Fierens, il fonde en 1922 la revue Le Disque vert.
Il meurt le 3 juin 1956 à Rixensart.
Selon Pierre Seghers, « il est l’un des meilleurs poètes belges contemporains ».
Il est inhumé au cimetière de Bruxelles à Evere.

## Œuvres
- Printemps, 1910
- Butin fragile, 1912
- L'Idole portative, 1919
- Le Sot l'y laisse, 1920
- Mythologies, 1921
- Diableries, 1922
- Hommeries, 1924
- Amours, 1929
- L'Ami manqué, 1929
- À l'amie dormante, 1935
- Signes de vie, 1936
- Lucile, 1936
- Jeu d'ombres, 1937
- Les Rimes des rhétoriqueurs. Principes et exemples nouveaux, 1944 (sous le pseudonyme de Dot du Mély)

Éditions récentes
- Poèmes choisis (préf. Philippe Jones), Académie royale de langue et de littérature françaises, coll. « Poésie Théâtre Roman », Bruxelles, 2001